# .int
int (برگرفته از کلمه international به معنی بین‌المللی) یک دامنه مرحله بالا از نوع s می‌باشد.
این دامنه برای سازمان‌های بین‌المللی به کار می‌رود و جایگزین .nato نیز هست.